# Nyasseng
Nyasseng est un village du Cameroun, rattaché à la commune de Nyanon, situé dans le département de la Sanaga-Maritime et la région du Littoral. 

## Population et développement
En 1967, la population de Nyasseng était de 162 habitants, essentiellement des Basso. La population de Nyasseng était de 243 habitants dont 117 hommes et 126 femmes, lors du recensement de 2005. 